# Virtual desktop infrastructure
 (février 2025).
Motif : Où sont les sources secondaire et centrée sur le sujet ?
- Archive Wikiwix
- Bing
- Cairn
- DuckDuckGo
- E. Universalis
- Gallica
- Google
- G. Books
- G. News
- G. Scholar
- Persée
- Qwant
- (zh) Baidu
- (ru) Yandex
- (wd) trouver des œuvres sur Wikidata

| 1. | Préciser le motif de la pose du bandeau. | Précisez le motif de la pose du bandeau en utilisant la syntaxe suivante : {{admissibilité à vérifier\|date=mai 2025\|motif=remplacez ce texte par le motif}}                                       |
| 2. | Informer les utilisateurs concernés.     | Pensez à avertir le créateur de l'article, par exemple, en insérant le code ci-dessous sur sa page de discussion : {{subst:avertissement admissibilité à vérifier\|Virtual desktop infrastructure}} |

 (mai 2025).
Si vous disposez d'ouvrages ou d'articles de référence ou si vous connaissez des sites web de qualité traitant du thème abordé ici, merci de compléter l'article en donnant les références utiles à sa vérifiabilité et en les liant à la section « Notes et références ».

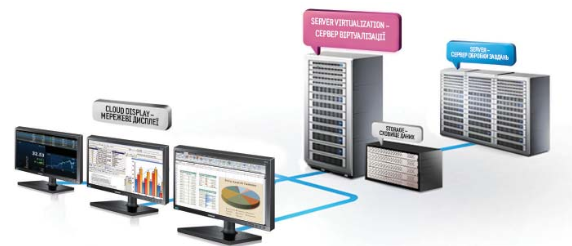
Schéma de principe du Virtual Desktop Infrastructure

La virtual desktop infrastructure (VDI, traduit par infrastructure de bureau virtuel ou machine virtuelle) est un système permettant la dissociation de la machine de l'utilisateur d'une part et de la machine physique d'autre part.
Le bureau virtuel créé englobe les capacités du matériel informatique et des logiciels du serveur informatique utilisé.
L'objectif de cette technologie réside dans l'implémentation de la machine virtuelle dans un serveur distant du système ce qui permet à l'utilisateur d'accéder à l'intégralité de ses programmes, applications, processus et données et ce quel que soit le client matériel qu'il utilise.
Certaines plates-formes de virtualisation permettent en plus d'exécuter simultanément plusieurs machines virtuelles sur un matériel local. Ces machines virtuelles sont créées et maintenues sur un serveur central et les modifications apportées aux machines virtuelles sont propagées à tous les ordinateurs à travers le réseau, combinant ainsi les deux avantages de la portabilité offertes par l'exécution locale des utilisateurs et par la gestion de l'image centrale. Cette approche nécessite un matériel plus puissant afin de faire tourner les images locales des machines et n'est donc pas aussi portable que le pur modèle client-serveur. 

## Définition technique
La VDI délivre soit l'accès à l'environnement du système d'informations complet, soit l'environnement lui-même pour un dispositif de client distant. Le dispositif client peut utiliser une architecture matérielle complètement différente de celle utilisée par l'environnement de bureau projetée et peut également être basée sur un système d'exploitation entièrement différent.
Le modèle de virtualisation de bureau permet l'utilisation de machines virtuelles pour les abonnés du réseau depuis de multiples ordinateurs de bureau connecté à un seul ordinateur central ou un serveur. La machine centrale peut fonctionner depuis une résidence, une entreprise ou un centre de données. Les utilisateurs peuvent être dispersés géographiquement mais tout doit être connecté à la machine centrale par un réseau  local, un réseau étendu, ou l'Internet public.

## Infrastructure
La virtual desktop infrastructure (VDI) est la pratique de l'hébergement d'un système d'exploitation de bureau dans une machine virtuelle (VM) en cours d'exécution sur un serveur hébergé, centralisée ou à distance, à partir d'un programme matériel ou logiciel.

### Logiciel
- Citrix a créé le produit de VDI XenDesktop.
- LTSP - Linux Terminal Server Project, intégré dans la distribution Edubuntu ou comme paquet à installer sur un serveur GNU/Linux.
- Microsoft utilise les solutions Citrix mais a inclus une solution VDI dans Windows Server 2008.
- Oracle a développé le produit de VDI Oracle Virtual Desktop Infrastructure.
- Red Hat intègre une solution à Red Hat Enterprise Virtualization (RHEV).
- Systancia a créé le produit de VDI AppliDis.
- VMware a créé le produit de VDI VMware Horizon.
- Neocoretech a créé le produit de VDI Neocoretech Desktop Virtualisation (NDV).
- Weytop propose une solution française souveraine de VDI

### Matériel
Intel a inclus dans ses processeurs des supports matériels à la virtualisation citant un besoin croissant de virtualisation avec un client-hôte.
De même, AMD inclut de tels supports dans ses processeurs.

## Utilisation
Initialement, les VDI sont conçues pour fournir un accès aux systèmes informatiques depuis n’importe où. En règle générale, les utilisateurs de VDI peuvent accéder à leur interface desktop à distance. Cet accès peut même être effectué depuis un appareil mobile, car tout le processus d’exécution de l’interface est pris en charge par le serveur central.
Les VDI sont aussi utilisés en guise de solution de backup et de disaster recovery (restauration en cas de désastre). En effet, les utilisateurs peuvent régulièrement télécharger les données stockées sur leur PC sur le serveur distant. Il est ainsi possible de les récupérer sur l’ordinateur physique en cas de problème.

## Avantages et inconvénients
Le modèle de ressources partagées inhérent à la virtualisation de postes offre des avantages sur le modèle traditionnel dans lequel chaque ordinateur fonctionne comme un complètement autonome avec son unité propre : son système d'exploitation, ses périphériques, ses programmes et applications.
Les dépenses en matériel global peuvent diminuer à mesure que les utilisateurs partagent les ressources qui leur sont alloués sur une base ponctuelle. La virtualisation améliore potentiellement l'intégrité des données de l'information utilisateur puisqu'elles peuvent être maintenues et sauvegardées dans le centre de données. 

### Principaux avantages
- Création simple de nouveaux postes de travail,
- Facilité et bas coût du déploiement de nouvelles applications,
- Meilleure sécurisation des données,
- Meilleurs cycles de rafraichissement de l'infrastructure de bureau client,
- Accès sécurisé à distance à un environnement de bureau d'entreprise.

### Principaux inconvénients
- Dégradation de la performance potentielle, cela peut être largement atténué par l'utilisation de la virtualisation matérielle Pass-Thru, la bande passante du réseau, un protocole efficace (par exemple PCoIP, HDX, etc.) et des ressources suffisamment robustes,
- Risques potentiels pour la sécurité si le réseau n'est pas correctement géré,
- Difficulté dans la mise en place et le maintien des pilotes pour imprimantes et autres périphériques,
- Difficulté dans la gestion de certaines applications complexes (notamment multimédia),
- Arrêt dans le cas de défaillances du réseau, qui peuvent être évitées par l'utilisation d'un système de fichiers en cluster,
- Dépendance à la connectivité au réseau d'entreprise ou public,
- Il peut être très difficile pour un utilisateur de supprimer définitivement ses données (comme typiquement toutes les données utilisateur sont stockées sur le cluster RAID même, les utilisateurs ne peuvent pas simplement écraser les fichiers supprimés ou démagnétiser les lecteurs),
- La complexité et les coûts élevés du déploiement et la gestion.

## Modes opératoire
Il y a quatre modes opératoires principaux de VDI :
- Hébergé (délivré comme un service), on parle alors de DaaS
- Centralisé
- Synchronisé à distance
- Hébergé chez le client

## Comment ça marche
Les VDI reposent sur deux composants principaux : le connection broker et l’hyperviseur. Le connection broker fait office d’intermédiaire permettant à l’utilisateur de se connecter à un virtual desktop. Le connection broker gère un bassin de connexions et de ressources partagées, permettant l’accès à des PC basés serveur, des PC virtuels et des applications virtuelles.
De son côté, l’hyperviseur est le composant qui exécute effectivement les PC virtuels. On l’appelle aussi parfois Virtual Machine Monitor (VMM). Il s’agit d’un logiciel informatique, d’un firmware ou d’un appareil qui crée et exécute les machines virtuelles. L’ordinateur sur lequel tournent une ou plusieurs VM est appelé Host Machine (machine d’hébergement). Chaque machine virtuelle est appelée Guest Machine (machine hébergée).
En utilisant une solution VDI, les administrateurs informatiques peuvent créer des groupes de PC virtuels, aussi appelés bassins de PC virtuels. Ces PC virtuels sont hébergés sont des machines virtuelles configurées de façon identique. Généralement, ces bassins sont créés pour des utilisateurs qui ont les mêmes besoins. Ceci permet aux administrateurs informatiques de simplifier la configuration et l’installation des machines en fonction des besoins spécifiques de l’entreprise dans laquelle ils travaillent.